# Academia de Administrare Publică de pe lângă Președintele Republicii Moldova
Academia de Administrare Publică de pe lângă Președintele Republicii Moldova (AAP) a fost o instituție publică de învățământ superior din Chișinău (Republica Moldova). A fost fondată prin „Decretul Președintelui Republicii Moldova nr. 73” în anul 1993, atunci sub numele de Academia de Studii în Domeniul Administrării Publice.
La 12 februarie 2003, prin Decret prezidențial, instituția și-a schimbat statutul, devenind Academia de „Administrare Publică de pe lîngă Președintele Republicii Moldova”.

## Legături externe
- Site web oficial Arhivat în 17 mai 2015, la Wayback Machine.
- Academia de Administrare Publică de pe lînga Președintele Republicii Moldova Arhivat în 29 mai 2015, la Wayback Machine. la studiinmoldova.md
- Informație succintă la cnaa.md